# La Pandilla de la Selva
The Jungle Bunch (en francés: Les As de la Jungle) (La Pandilla de la Selva en México) es un programa de televisión de acción de aventura de superhéroe de comedia de animación por computadora. Se estrenó en France 3 el 29 de diciembre de 2013.

## Personajes y reparto
- Philippe Bozo como Maurice, un pingüino con tigre rayado, que es el líder.
- Laurent Morteau como Gilbert, un tarsiero, el cerebro.
- Pascal Casanova como Miguel, un gorila, la fuerza.
- Céline Monsarrat como Batricia, un murciélago, apoyo aéreo.
- Emmanuel Curtil como Al, una rana, soporte.
- Paul Borne como Bob, un sapo, soporte.

## Episodios

### Temporada 3
- The Champions to the Rescue - 9 de agosto de 2021 (LA)-
- She, Fugitive - 10 de agosto de 2021 (LA)-
- Fabulosos y furiosos - 11 de agosto de 2021 (LA)-
- The Jungle Blob - 12 de agosto de 2021 (LA)-
- Piratas de Cahouetes - 13 de agosto de 2021 (LA)-
- V de veterano - 16 de agosto de 2021 (LA)-
- Catch My Cake if You Can - 17 de agosto de 2021 (LA)-